# Zaza-Gorani
Zaza–Gorani är en kurdisk lingvistisk undergrupp inom de nordvästiranska språken. De klassificeras vanligtvis som en icke-kurdisk gren av nordvästiranska språk, men de flesta talare identifierar sig som etniska kurder.
Zaza–Gorani-språken omfattar zazaiska och goraniska, samt shabakiska. Goraniskan består i sin tur av fyra dialekter: Hawrami, Bajelani och sarli.